# مسجد جامع نج
مسجد جامع نج مربوط به دوره قاجار است و در شهرستان نور، بخش بلده، دهستان تترساق، روستای نج واقع شده و این اثر در تاریخ ۲۶ اسفند ۱۳۸۶ با شمارهٔ ثبت ۲۲۰۲۸ به‌عنوان یکی از آثار ملی ایران به ثبت رسیده است.